# Trisephena complex
Trisephena complex är en insektsart som beskrevs av Medler 1990. Trisephena complex ingår i släktet Trisephena och familjen Flatidae. Inga underarter finns listade i Catalogue of Life.